# Xã Phillipsburg, Quận Phillips, Kansas
Xã Phillipsburg (tiếng Anh: Phillipsburg Township) là một xã thuộc quận Phillips, tiểu bang Kansas, Hoa Kỳ. Năm 2010, dân số của xã này là 259 người.